# Алп-Илитвер
Алп-Илитвер — правитель (князь) царства гуннов в Дагестане VII века. Носил древнетюркский титул «эльтебер» — титул автономного, но вассального по отношению к хазарам правителя. В 682 году принял христианство от Кавказской Албании.

## Биография
Древнеармянский историк VII века Мовсес Каганкатваци в своей «Истории страны Алуанк» сообщал о причинах возвышения Алп-Илитвера:

Выделяясь силой и доблестью, он прославился в состязаниях, как победитель на греческих олимпиадах, отличившись силой среди всех остальных, он снискал себе великолепное имя доблестное, совершив многие подвиги храбрости в Туркестане при хакане хазиров, он снискал любовь хакана, и тот выдал за него свою дочь. А также был он удостоен сана илитуерства и прославлен в пределах всех трех стран, потому что наставления епископа о светлом вероучении он принял как венец славы.
Как писал Каланкатуаци, Алп-Илитвер носил самые разные титулы: «царь гуннов», «великий князь гуннов», «высокопрестольный князь гуннов» и другие. В «Армянской географии» правитель гуннов назван царём. По мнению Л. Б. Гмыри, эти факты свидетельствуют о том, что гуннами единолично правил представитель аристократического рода. Исследовательница допускает, что Алп-Илитвер пришёл к власти благодаря своим личным качествам.
Алп-Илитвер сосредоточил в своих руках рычаги управления внутренней и внешней жизни страны гуннов. Будучи единоличным правителем, Алп-Илитвер, как и его предшественники, заключал союзы и начинал войны, был верховным судьей. Однако Алп-Илитвер был вынужден отдавать дань остаткам старой родоплеменной демократии, обращаясь по особо важным вопросам к племенной аристократии и вождям племён.
По мнению А. В. Гадло, царство гуннов при Алп-Илитвере представляло собой образование, искавшее выхода из хазарской опеки и сближения с Албанией. Недовольный убийством заговорщиками союзного албанского князя Джеваншира  в 669 году, Алп-Илитвер совершил вторжение в Албанию, принудив нового албанского князя Вараз-Трдата к принятию вассальной зависимости. В 682 году Алп-Илитвер вместе с Царством гуннов принял христианство от Кавказской Албании. Важную роль в этом событии сыграл албанский епископ Исраэль.
Мовсес Каганкатваци в своей «Истории страны Алуанк» писал::

Он старался постепенно прекратить исступленный плач над мертвыми и бешеную резню и, поняв, что отечественные верования скверны и отвратительны, он дал перед всеми обет [разрушить] капища Аспандиата запретить жертвоприношения другим языческим богам и повелел поклоняться только живому Богу, Творцу небес и земли, а также Сыну Единорожденному и Духу равносильному. Выбросив вон из головы своей всю скверну зла, он, как младенец новорожденный, жаждал цельного молока. Во многих местах он воздвигал церкви и умножал почести священников Божьих.
Сопротивляющиеся христианизации языческие жрецы кавказских гуннов подверглись при этом жестоким гонениям:

И повелел князь властью своей высокой схватить поклоняющихся сатане и дьяволам колдунов и ворожеев, вместе с главными жрецами, связать им руки и ноги и привести их к мужу Божьему. [Когда это было сделано], он отдал их в руки епископа. Тот повелел некоторых из них сжечь на кострах на перекрестках дорог и улиц, чтобы показать [всем], как бессильно суетное колдовство, а некоторых бросил в темницы, и, [таким образом], вся страна избавилась от суетных верований и покорилась наилегчайшему игу служения Христу. Он повелел также снять и выбросить вон золотые амулеты, которые носили на себе язычники. А сам на глазах у всех своими руками мял и скручивал их, придавая им вид креста, и тем самым показал всем свою праведность.